# 2983 Poltava
2983 Poltava è un asteroide della fascia principale del diametro medio di circa 30,86 km. Scoperto nel 1981, presenta un'orbita caratterizzata da un semiasse maggiore pari a 2,8475219 UA e da un'eccentricità di 0,0592789, inclinata di 4,26097° rispetto all'eclittica.
Il nome dell'asteroide è dedicato alla città ucraina di Poltava.